# The Logical Song
The Logical Song (englisch für „Das logische Lied“) ist ein Lied der britischen Pop-Rock-Band Supertramp aus dem Jahr 1979.

## Entstehung und Veröffentlichung
Das Lied wurde von den beiden Supertramp-Mitgliedern Rick Davies und Roger Hodgson geschrieben beziehungsweise komponiert. Für die Produktion zeichneten alle Supertramp-Mitglieder sowie Peter Henderson verantwortlich.
Die Erstveröffentlichung von The Logical Song erfolgte als Teil des sechsten Supertramp Studioalbums Breakfast in America am 29. März 1979 bei A&M Records. Einen Tag später erschien das Lied als erste Singleauskopplung aus dem Album. Diese erschien als 7″-Single mit der B-Seite Just Another Nervous Wreck.

## Instrumentierung und Komposition
Im Lied werden Keyboards, Kastagnetten und ein Instrumentalteil mit Beatles-Einfluss eingesetzt. In einer Ausgabe der Zeitschrift Rolling Stone ist zu lesen, dass es einen Abschnitt von Hodgsons drei- und viersilbigen Assonanzen („reeling off three- and four-syllable assonances“) mit einer Art von Schuljungenhumor („schoolboy's tongue in cheek“) umfasst. Unter den Soundeffekten des Liedes findet sich der 'Angriffsklang' eines Football-Videospiels von Mattel, sowie der „Pop-o-matic“-Bubble des Spiels Trouble, die beide zur Zeit der Veröffentlichung des Liedes populär waren.
Der Text sei eine „Geschichte von verlorener Unschuld und Idealismus“ („story of innocence and idealism lost“), wobei Hodgson beklage, dass das Bildungssystem nicht auf Wissen und Sensibilität fokussiert sei.

## Besetzung
- Rick Davies: Begleitgesang, Synthesizer, Hammond-Orgel
- John Helliwell: Begleitgesang, Saxophon
- Roger Hodgson: Elektronisches Piano, Gesang, Gitarren
- Bob Siebenberg: Perkussion, Schlagzeug
- Dougie Thomson: Bassgitarre

## Rezensionen
Die Zeitschrift Rolling Stone nannte das Lied ein „kleines Meisterwerk“ („small masterpiece“) und lobte das „heiße Saxophon“ („hot sax“) sowie Hodgsons trockenen Humor („wry humor“). Die Zeitschrift zog auch Vergleiche zwischen Hodgson und Ray Davies von der Gruppe The Kinks.

## Kommerzieller Erfolg

### Chartplatzierungen
The Logical Song stieg am 4. Juni 1979 auf Rang 40 der deutschen Singlecharts ein und erreichte am 30. Juli desselben Jahres mit Rang zwölf seine beste Platzierung. Die Single platzierte sich mit Unterbrechungen 23 Wochen in den Charts, letztmals am 19. November 1979. The Logical Song avancierte nach Give a Little Bit (1977) zum zweiten Charthit für Supertramp in Deutschland. Keine Single der Band konnte sich länger in den Charts platzieren (Breakfast in America ebenfalls 23 Wochen). Bis dato konnte sich keine Single besser platzieren, abgelöst wurde es durch It’s Raining Again, dass im Januar 1983 Rang drei erreichte. 1979 platzierte sich das Lied auf Rang 43 der deutschen Single-Jahrescharts. Neben Top-10-Platzierungen in den Vereinigten Staaten und dem Vereinigten Königreich, erreichte es die Chartspitze in Kanada.
| ChartsChartplatzierungen       | Höchstplatzierung | Wochen/ Monate |
| ------------------------------ | ----------------- | -------------- |
| Deutschland (GfK)              | 12 (23 Wo.)       | 23 Wo.         |
| Österreich (Ö3)                | 14 (3½ Mt.)       | 3½ Mt.         |
| Vereinigte Staaten (Billboard) | 6 (21 Wo.)        | 21 Wo.         |
| Vereinigtes Königreich (OCC)   | 7 (11 Wo.)        | 11 Wo.         |

| ChartsJahrescharts (1979)      | Platzierung |
| ------------------------------ | ----------- |
| Deutschland (GfK)              | 43          |
| Vereinigte Staaten (Billboard) | 27          |

### Auszeichnungen für Musikverkäufe
| Land/Region                  | Auszeichnungen für Musikverkäufe (Land/Region, Auszeichnung, Verkäufe) | Verkäufe  |
| ---------------------------- | ---------------------------------------------------------------------- | --------- |
| Frankreich (SNEP)            | Gold                                                                   | 500.000   |
| Italien (FIMI)               | Gold                                                                   | 35.000    |
| Kanada (MC)                  | Platin                                                                 | 150.000   |
| Neuseeland (RMNZ)            | Platin                                                                 | 30.000    |
| Spanien (Promusicae)         | Platin                                                                 | 60.000    |
| Vereinigtes Königreich (BPI) | Gold                                                                   | 400.000   |
| Insgesamt                    | 3× Gold · 3× Platin ·                                                  | 1.175.000 |

Hauptartikel: Supertramp/Auszeichnungen für Musikverkäufe

## Coverversionen (Auswahl)

### Scooter –Ramp! (The Logical Song)

#### Entstehung und Veröffentlichung
Im Jahr 2001 nahm die deutsche Dance- und EDM-Band Scooter das Lied unter dem Titel Ramp! (The Logical Song) (englisch für „Rampe! Das logische Lied“) auf. Ihre Version basiert auf einem Sampling, sodass Rick Davies und Roger Hodgson die alleinigen Urheber dieser Coverversion sind. Die Produktion dieser Neuaufnahme tätigten alle Scooter-Mitglieder.
Die Erstveröffentlichung von Ramp! (The Logical Song) erfolgte als Single am 10. Dezember 2001 bei Sheffield Tunes. Diese erschien als CD-Maxi-Single mit zwei zusätzlichen Remixen sowie dem Titel Siberia als B-Seite. Am 7. Januar 2002 wurde das Lied als Teil von Push the Beat for This Jam – The Second Chapter veröffentlicht, dem zweiten Best-of-Album von Scooter.

#### Chartplatzierungen
Ramp! (The Logical Song) stieg am 24. Dezember 2001 auf Rang 16 der deutschen Singlecharts ein und erreichte vier Wochen später mit Rang sieben seine beste Platzierung am 28. Januar 2002. Die Single platzierte sich 14 Wochen am Stück in den Top 100, sieben davon in den Top 10. Für Scooter avancierte Ramp! (The Logical Song) zum 14. Top-10-Hit in Deutschland sowie zum 25. Charthit. 2002 belegte das Lied Rang 45 der deutschen Single-Jahrescharts. Im Vereinigten Königreich stieg Ramp! (The Logical Song) am 16. Juni 2002 auf Rang sieben ein und erreichte zwei Wochen später Rang zwei, wo es sich lediglich A Little Less Conversation (Elvis vs. Junkie XL) geschlagen geben musste. In den britischen Charts verzeichnete die Band ihren elften Charthit, erstmals erreichte sie die Top 10. Keine Single der Band konnte sich besser oder länger in den britischen Charts platzieren. Die erfolgreichste Single zuvor war Posse (I Need You on the Floor) (2001), welche Rang 15 erreichte und sich sieben Wochen in den Charts platzierte. In den Jahrescharts belegte das Lied Rang 15 im Jahr 2002. Darüber hinaus wurde Ramp! (The Logical Song) zum Nummer-eins-Hit in Norwegen und erreichte Top-10-Platzierungen in Österreich (Rang 4), Schweden (#8) oder auch Dänemark (#10).
| ChartsChartplatzierungen     | Höchstplatzierung | Wochen |
| ---------------------------- | ----------------- | ------ |
| Deutschland (GfK)            | 7 (14 Wo.)        | 14     |
| Österreich (Ö3)              | 4 (23 Wo.)        | 23     |
| Schweiz (IFPI)               | 14 (18 Wo.)       | 18     |
| Vereinigtes Königreich (OCC) | 2 (15 Wo.)        | 15     |

| ChartsJahrescharts (2002)    | Platzierung |
| ---------------------------- | ----------- |
| Deutschland (GfK)            | 45          |
| Österreich (Ö3)              | 16          |
| Vereinigtes Königreich (OCC) | 15          |

#### Auszeichnungen für Musikverkäufe
| Land/Region                  | Auszeichnungen für Musikverkäufe (Land/Region, Auszeichnung, Verkäufe) | Verkäufe |
| ---------------------------- | ---------------------------------------------------------------------- | -------- |
| Australien (ARIA)            | Platin                                                                 | 70.000   |
| Deutschland (BVMI)           | Gold                                                                   | 250.000  |
| Norwegen (IFPI)              | Platin                                                                 | 10.000   |
| Vereinigtes Königreich (BPI) | Platin                                                                 | 600.000  |
| Insgesamt                    | 1× Gold · 3× Platin ·                                                  | 930.000  |

### David Guetta feat. Kim Petras –When We Were Young

#### Entstehung und Veröffentlichung
Im Jahr 2023 legte der französische DJ David Guetta The Logical Song neu unter dem Titel When We Were Young (englisch für „Als wir jung waren“) auf, unterstützt wurde er dabei von der deutschen Popsängerin Kim Petras, die als Gastsängerin in Erscheinung tritt. Diese Coverversion verfügt über einen neuen englischsprachigen Text, dadurch treten Jakke Erixson, David Guetta, Nick Long sowie Madison Love neben Rick Davies und Roger Hodgson in Erscheinung. Erixson und Guetta zeichneten zudem für die Produktion und Programmierung zuständig. Love wiederum ist auch als Begleitsängerin zu hören. Die Abmischung und das Mastering erfolgte unter der Leitung von Timofey Reznikov.
Die Erstveröffentlichung von When We Were Young erfolgte als Single am 10. November 2023 bei Parlophone. Diese erschien als digitale 2-Track-Single mit einer erweiterten Fassung als B-Seite. Den Vertrieb tätigte Warner Music. Am Tag der Singleveröffentlichung erschien auch ein Musikvideo unter der Regie von Hannah Lux Davis. Bis November 2023 zählte dies über 3,5 Millionen Aufrufe auf der Videoplattform YouTube.

#### Chartplatzierungen
When We Were Young stieg am 17. November 2023 auf Rang 51 der deutschen Singlecharts ein und erreichte 2024 mit Rang 29 seine beste Platzierung. Darüber hinaus erreichte das Lied Rang neun der deutschen Dancecharts, Rang 16 der New Entry Airplaycharts, Rang 20 der Airplaycharts, Rang 21 der Downloadcharts sowie Rang 68 der Streamingcharts. In Österreich stieg das Lied am 6. Februar 2024 auf Rang 62 ein, in der Schweiz am 19. November 2023 auf Rang 49 und erreichte später seine Höchstplatzierung mit Rang 32. Im Vereinigten Königreich stieg When We Were Young ebenfalls am 17. November 2023 auf Rang 51 ein.
Guetta erreichte damit als Interpret zum 78. Mal die Schweizer Singlecharts, zum 74. Mal die Singlecharts in Deutschland, zum 71. Mal im Vereinigten Königreich sowie zum 64. Mal in Österreich. Für Petras als Interpretin ist dies nach Running Up That Hill (2022), Unholy (2022) und Alone (2023) der vierte Charthit in den britischen Singlecharts, der dritte nach Broken Glass (2020) und Unholy in der Schweiz sowie nach Unholy je der zweite in Deutschland und Österreich. Mit When We Were Young stieg erstmals wieder nach einem halben Jahr eine Single mit deutscher Beteiligung in die britischen Charts ein, zuletzt gelang dies auch Petras mit Alone am 29. April 2023.
| ChartsChartplatzierungen     | Höchstplatzierung | Wochen |
| ---------------------------- | ----------------- | ------ |
| Deutschland (GfK)            | 29 (14 Wo.)       | 14     |
| Frankreich (SNEP)            | 45 (… Wo.)        | …      |
| Österreich (Ö3)              | 62 (5 Wo.)        | 5      |
| Schweiz (IFPI)               | 32 (13 Wo.)       | 13     |
| Vereinigtes Königreich (OCC) | 51 (11 Wo.)       | 11     |

#### Auszeichnungen für Musikverkäufe
| Land/Region                  | Auszeichnungen für Musikverkäufe (Land/Region, Auszeichnung, Verkäufe) | Verkäufe |
| ---------------------------- | ---------------------------------------------------------------------- | -------- |
| Belgien (BRMA)               | Platin                                                                 | 40.000   |
| Frankreich (SNEP)            | Platin                                                                 | 200.000  |
| Polen (ZPAV)                 | Platin                                                                 | 50.000   |
| Schweiz (IFPI)               | Platin                                                                 | 30.000   |
| Spanien (Promusicae)         | Gold                                                                   | 30.000   |
| Vereinigtes Königreich (BPI) | Silber                                                                 | 200.000  |
| Insgesamt                    | 1× Silber · 1× Gold · 4× Platin ·                                      | 550.000  |

Hauptartikel: David Guetta/Auszeichnungen für Musikverkäufe

### Weitere Coverversionen
The Logical Song wurde auch von Brad Mehldau, At Vance und Klaas & Mattn gecovert. The Hee Bee Gee Bees machten eine Parodie des Liedes mit dem Titel The Scatological Song und The Barron Knights eine namens The Topical Song.

## Verwendung in Film und Fernsehen
Das Lied erschien in Fernsehserien wie  Die Simpsons in der Folge "Blick zurück aufs Eheglück", History Rocks und in der Schlussszene von Taras Welten sowie im Soundtrack des Films Magnolia.

## Trivia
Die Fans des Fußballvereins Dynamo Dresden nutzen die Melodie des Liedes für einen ihrer Gesänge. Sie singen: „Ich hatte einen Traum und dieser Traum war wundervoll. Europacup! Es war ein Auswärtsspiel in Amsterdam. Alle Dresdner im Block sangen nur ein Lied für dich. Oh Elbflorenz! Du kämpfst für uns, wir für dich!“